# Trapezberg
Der Trapezberg ist ein Berg in der südwestlichen Nunatakkerkette der Kottasberge (Teil des Gebirges Heimefrontfjella) im ostantarktischen Königin-Maud-Land.
Der einzeln aus einem Steilhang ragende Berg erhebt sich aus dem Gletscher Haugebreen, den er im Norden um etwa 450 m, im Süden nur um 150 Meter überragt. Etwa 1,2 Kilometer nordöstlich liegt die Felsengruppe Hanssonhorna.
Während zweier Expeditionen in die Heimefrontfjella in den Südsommern 1985/86 und 2000/01 wurde der Berg geologisch kartiert.
Auf Vorschlag des Geologen Wilfried Bauer, Privatdozent an der RWTH Aachen, wurde der Berg, der 1964/65 von einem britischen Geologenteam mit der Stationsnummer Z 382 bezeichnet worden war, nach der Trapezform benannt, die er durch sein kleines Gipfelplateau erhält.
Der Ständige Ausschuss für geographische Namen (StAGN) der deutschsprachigen Staaten billigte Bauers Vorschlag am 28. April 2010, worauf er am 28. Mai vom deutschen Landesausschuss für das Scientific Committee on Antarctic Research (SCAR) und für das International Arctic Science Committee (ISAC) genehmigt und ans SCAR gemeldet wurde.